# To the Metal!
To the Metal! – dziesiąty album studyjny niemieckiego zespołu power metalowego Gamma Ray wydany 29 stycznia 2010 roku przez earMUSIC. Nagrany został w studio należącym do Kaia Hansena jesienią 2009 roku. Zespół nagrał 12 utworów, z których dwa znalazły się na japońskim wydaniu. Po wydaniu albumu zespół wyruszył w trasę razem z zespołami Freedom Call i Secret Sphere. Jest to ostatni album studyjny z udziałem Dana Zimmermanna.

## Lista utworów
| Nr  | Tytuł utworu           | Słowa           | Muzyka          | Długość |
| --- | ---------------------- | --------------- | --------------- | ------- |
| 1.  | „Empathy”              | Kai Hansen      | Kai Hansen      | 5:04    |
| 2.  | „All You Need to Know” | Kai Hansen      | Kai Hansen      | 4:00    |
| 3.  | „Time to Live”         | Henjo Richter   | Henjo Richter   | 4:48    |
| 4.  | „To the Metal”         | Kai Hansen      | Kai Hansen      | 5:29    |
| 5.  | „Rise”                 | Dan Zimmermann  | Dan Zimmermann  | 5:05    |
| 6.  | „Mother Angel”         | Kai Hansen      | Kai Hansen      | 5:20    |
| 7.  | „Shine Forever”        | Dirk Schlächter | Dirk Schlächter | 3:53    |
| 8.  | „Deadlands”            | Kai Hansen      | Kai Hansen      | 4:23    |
| 9.  | „Chasing Shadows”      | Henjo Richter   | Henjo Richter   | 4:23    |
| 10. | „No Need to Cry”       | Dirk Schlächter | Dirk Schlächter | 5:56    |
| 11. | „One Life (bonus)”     | Kai Hansen      | Kai Hansen      | 5:07    |
| 12. | „Wannabees (bonus)”    | Dan Zimmermann  | Dan Zimmermann  | 3:48    |
|     |                        |                 |                 | 57:16   |

## Twórcy
- Kai Hansen - Wokal, Gitary

- Henjo Richter - Gitary, Instrumenty klawiszowe

- Dirk Schlächter - Gitara Basowa

- Dan Zimmermann - Perkusja